# Lac au Goéland
Lac au Goéland är en sjö i Kanada.   Den ligger i regionen Nord-du-Québec och provinsen Québec, i den östra delen av landet, 500 km norr om huvudstaden Ottawa. Lac au Goéland ligger 260 meter över havet. Arean är 251 kvadratkilometer. Den sträcker sig 31,4 kilometer i nord-sydlig riktning, och 29,9 kilometer i öst-västlig riktning.
Trakten runt Lac au Goéland är nära nog obefolkad, med mindre än två invånare per kvadratkilometer.